# Большая Ябурская
Большая Ябурская — река в России, протекает в Пермском крае.

## Описание
Река полностью протекает по территории Красновишерского района Пермского края. Течёт преимущественно в северном и северо-западном направлениях. Бассейн Большой Ябурской располагается между бассейнами реки Нижняя Золотиха (на востоке) и реки Акчим (на западе). Приток - Рассольная (левый). Устье реки находится в 194 км по левому берегу реки Вишера. Длина реки составляет 10 км.

## Данные водного реестра
По данным государственного водного реестра России относится к Камскому бассейновому округу, водохозяйственный участок реки — Кама от водомерного поста у села Бондюг до города Березники, речной подбассейн реки — бассейны притоков Камы до впадения Белой. Речной бассейн реки — Кама.
По данным геоинформационной системы водохозяйственного районирования территории РФ, подготовленной Федеральным агентством водных ресурсов:
- Код водного объекта в государственном водном реестре — 10010100212111100004648
- Код по гидрологической изученности (ГИ) — 111100464
- Код бассейна — 10.01.01.002
- Номер тома по ГИ — 11
- Выпуск по ГИ — 1